# الولید بن رفاعه الفهمی
الولید بن رفاعه الفهمی (انگلیسی: Al-Walid ibn Rifa'ah al-Fahmi; درگذشته ژوئن ۷۳۵) فرمانروای مصر در دوران خلافت اموی بود.